# Würfelfleckiger Staubrüssler

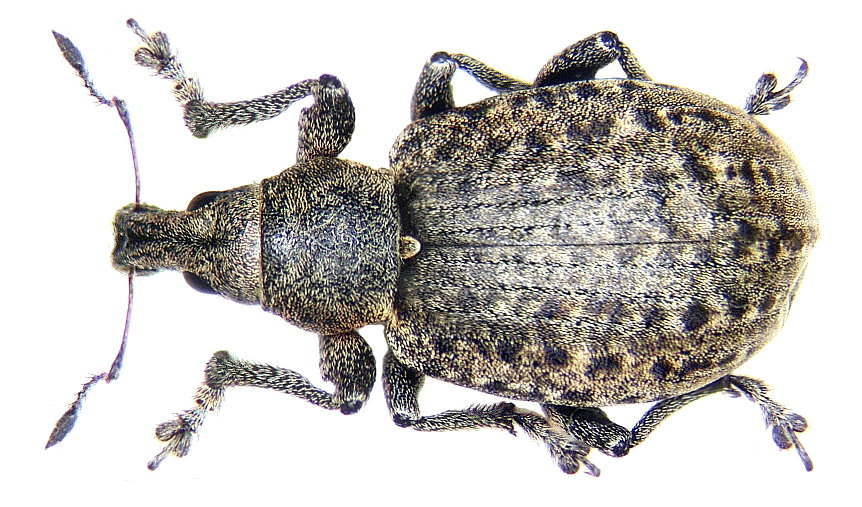
Präparat, Dorsalansicht

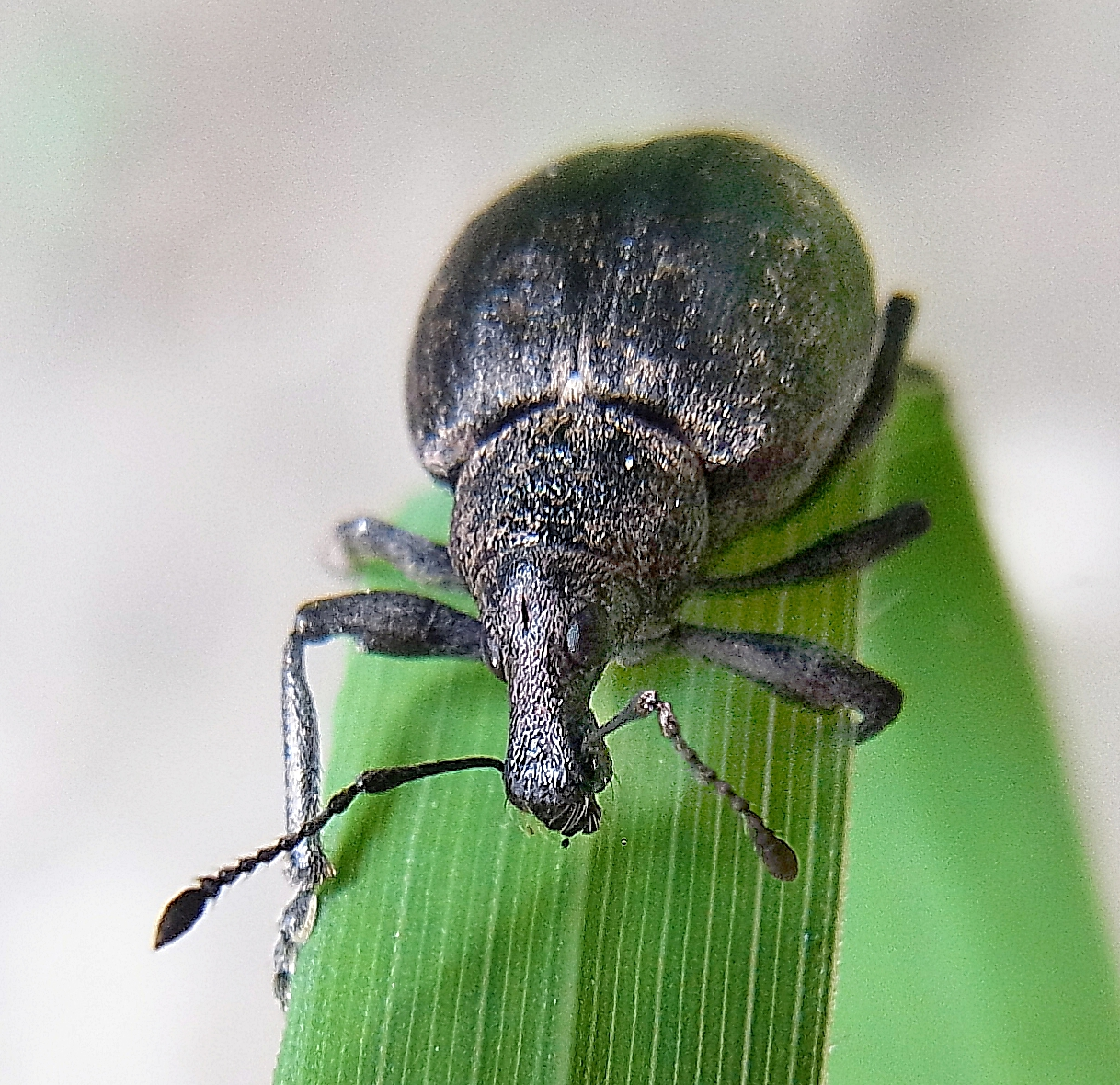

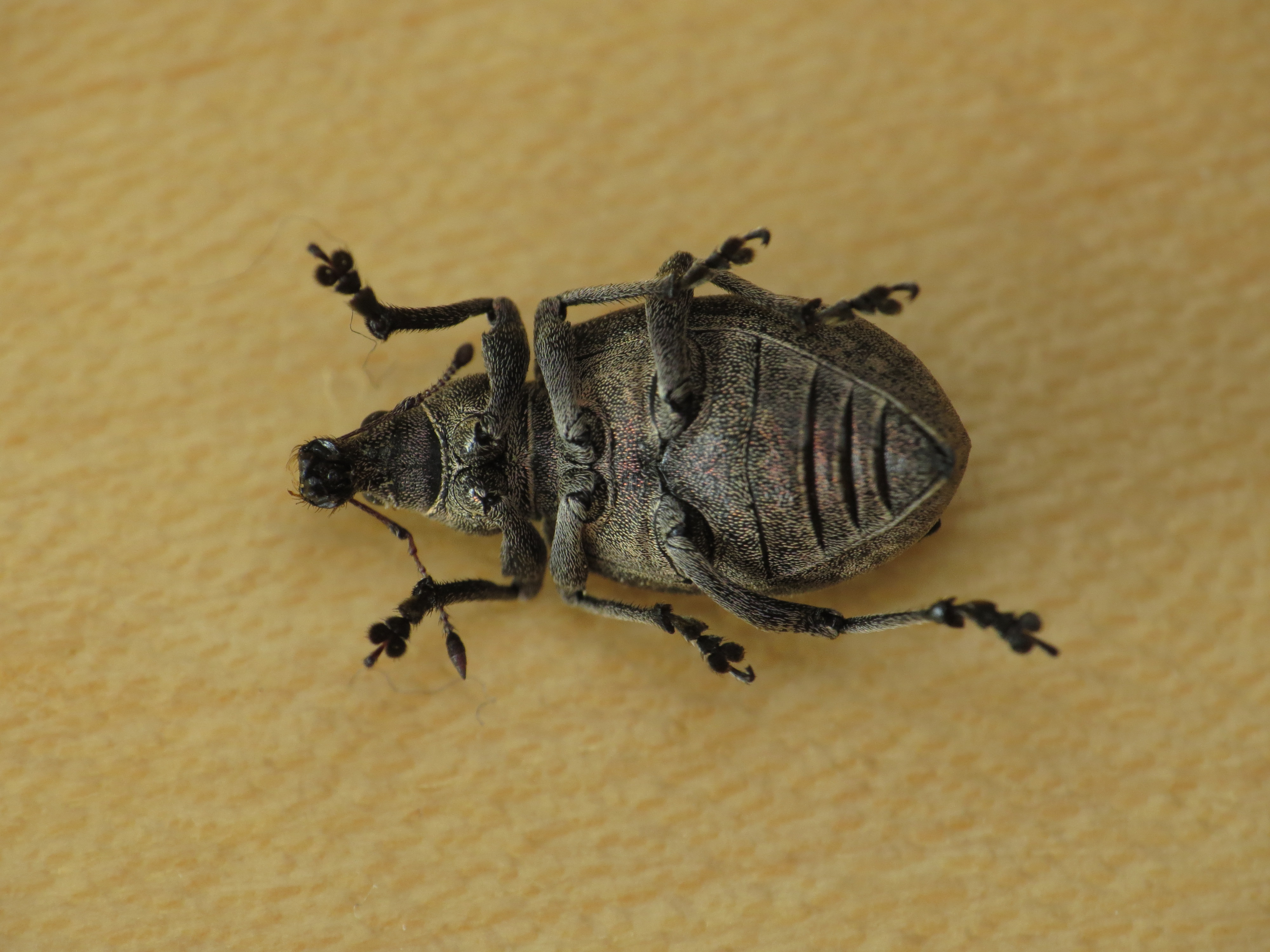
Ventralansicht

Der Würfelfleckige Staubrüssler (Liophloeus tessulatus) ist ein Käfer aus der Familie der Rüsselkäfer (Curculionidae).

## Merkmale
Die gedrungenen, stark gewölbten Käfer sind 7 bis 11 Millimeter lang. Sie sind mit hellgrauen, braunen oder kupferfarbenen Schuppen bedeckt. Die ungeraden Zwischenräume der Flügeldecken weisen dunkle Flecke auf. Das Schildchen ist etwas heller. Der Rüssel ist vorne schwach erweitert und weist auf der Oberseite drei nach hinten zusammenlaufende Kiele auf. Die vorderen und mittleren Femora sind mit kleinen Zähnchen versehen. Die Börstchen an den Spitzen der Tibien sind schwarz.

## Verbreitung
Die Art ist in Europa weit verbreitet. Im Norden reicht das Vorkommen bis nach Südnorwegen, Mittelschweden und Südfinnland. Auf den Britischen Inseln ist die Art ebenfalls vertreten und zum Teil häufig. In Mitteleuropa ist sie neben Liophloeus lentus eine von zwei Vertretern der Gattung.

## Lebensweise
Die überwiegend nachtaktiven Käfer beobachtet man gewöhnlich von April bis Mitte Juli. Die Käferart bevorzugt kühlere, feuchte Lebensräume. Man findet sie insbesondere an Efeu (Hedera) und Huflattich, aber auch an Acker-Kratzdistel, Wiesen-Kerbel und Bärenklau. Die Larven entwickeln sich an den Wurzeln dieser Pflanzen. Die Entwicklung bis zum fertigen Käfer dauert zwei Jahre. Die Art pflanzt sich gewöhnlich parthenogenetisch fort, lediglich im Gebirge kann die Fortpflanzung auch zweigeschlechtlich sein.

## Taxonomie
Die Art wurde 1776 von Otto Friedrich Müller als Curculio tessulatus O.F. Müller, 1776, wissenschaftlich beschrieben. Neben dieser Bezeichnung finden sich in der Literatur folgende Synonyme:
- Liophloeus schmidti Boheman, 1824